# Under Feet Like Ours
Under Feet Like Ours è il primo album in studio del duo musicale alternative rock canadese Tegan and Sara, pubblicato nel 1999.

## Tracce
1. Divided – 3:04
2. Our Trees – 3:47
3. Come On – 4:05
4. Freedom – 2:15
5. Proud – 2:48
6. More for Me – 3:44
7. Hype – 3:05
8. Clever Meals – 3:18
9. This Is Everything – 3:09
10. Heavy – 4:18
11. Welcome Home – 2:34
12. Superstar – 3:50
13. Bye! – 0:05

## Formazione
- Tegan Quin
- Sara Quin